# Nadia Anjuman
Nadia Anjuman (in persiano نادیا انجمن‎; Herat, 27 dicembre 1980 – 4 novembre 2005) è stata una poetessa afghana.

## Biografia
Nadia Anjuman Herawi nacque nel 1980 a Herat, a nord-ovest dell’Afghanistan, in una famiglia di sei fratelli, durante uno dei recenti periodi di tumulto dell’Afghanistan. Nel settembre 1995, i talebani invasero Herat e cacciarono il governatore della provincia dell'epoca, Ismail Khan. Con la presa al potere del nuovo governo talebano, le libertà delle donne vennero drasticamente limitate. Anjuman, studentessa modello fino al decimo anno scolastico, si ritrovò davanti ad un futuro senza speranza per la sua educazione, poiché i talebani avevano chiuso le scuole per le ragazze e proibito loro l’istruzione privata.
Nel 1996, Anjuman si riunì con altre donne locali e iniziò a frequentare un circolo educativo sotterraneo chiamato Golden Needle Sewing School, organizzato da giovani donne e guidato dal professore dell'Università di Herat Muhammad Ali Rahyab. I membri della Golden Needle School si riunivano tre volte a settimana fingendo di incontrarsi per praticare lezioni di cucito (una pratica approvata dal governo talebano), quando in realtà gli incontri erano tenuti da professori dell'università di Herat e in cui si discuteva di letteratura. Il progetto era pericoloso; se li avessero scoperti le punizioni più probabili sarebbero state la reclusione, la tortura e l'impiccagione. Al fine di proteggersi, i partecipanti facevano giocare i propri figli fuori dall'edificio per agire come vedette. Loro avrebbero avvisato le donne in caso di arrivo della polizia religiosa, in modo tale da dare loro il tempo di sostituire il materiale di studio con quello di cucito. Il programma proseguì durante tutto il periodo di governo dei talebani.
In un tempo in cui alle donne non era permesso lasciare le loro abitazioni da sole, Rahyab, dando lezioni alla sedicenne Anjuman ed aiutandola, le ha permesso di sviluppare una propria voce peculiare nella scrittura. Inoltre l’ha introdotta nello studio di tanti altri scrittori che l’hanno notevolmente influenzata nel suo lavoro: Hafiz Shirazi. Bidel Dehlavi, Forough Farrokhzad, e molti ancora. Anjuman aveva 21 anni quando il regime dei talebani fu estromesso nel 2001. Ora libera di seguire un'istruzione formale, venne accettata all'Università di Herat per studiare Letteratura e si laureò nel 2002.

### Poesia
Durante la laurea in letteratura, nel 2005 Anjuman pubblicò un libro di poesie intitolato Gul-e-dodi ("Fiore di fumo") che si rivelò popolare in Afghanistan, Pakistan e Iran. Anjuman sposò Farid Ahmad Majid Neia, laureato in letteratura all'Università di Herat, che successivamente divenne il capo della biblioteca. Neia e la sua famiglia credevano che, poiché era una donna, la scrittura di Anjuman fosse una vergogna per la loro reputazione, eppure Anjuman continuò a scrivere poesie. La coppia ebbe un figlio poco prima dell'omicidio di Anjuman a 25 anni.
Era al lavoro per pubblicare un secondo volume di poesie nel 2006, intitolato Yek sàbad délhore ("Un'abbondanza di preoccupazioni") che avrebbe incluso poesie che esprimevano il suo isolamento e la tristezza nel suo matrimonio.

### Morte
Il 4 novembre del 2005, Anjuman e suo marito ebbero una violenta discussione. Secondo Neia, Anjuman voleva andare a fare visita alla famiglia e agli amici, una pratica comune durante l'Eid al-Fitr (l'ultimo giorno del mese santo del Ramadan), il marito le disse che non le avrebbe permesso di visitare sua sorella; Anjuman protestò ed i coniugi cominciarono a litigare. Quella notte, Neia picchiò Anjuman fino a farle perdere conoscenza, procurandole una ferita grave alla testa. Ore dopo, con Anjuman apparentemente ancora incosciente, Neia prese un taxi e la portò in ospedale; l'autista parlando con le autorità affermò che Anjuman era già morta quando Neia mise il suo corpo all'interno del veicolo. Poco dopo, un altro poliziotto, Nisar Ahmad Paikar, dichiarò che il marito aveva confessato di averla picchiata a seguito di una lite, ma non di averla uccisa; invece, Neia dichiarò che Anjuman prima della sua morte avesse confessato di aver assunto un veleno.
Le fonti dicono che Anjuman abbia vomitato sangue dopo aver perso conoscenza, ciò che i medici in seguito credettero la causa più probabile di morte. Neia continuò a sostenere l'assunzione di sostanze nocive da parte di Anjuman, e la sua richiesta di comunicare alla famiglia ed agli amici che la causa del suo decesso fosse un infarto. Neia e la sua famiglia impedirono ai medici di effettuare un'autopsia, quindi non vennero trovate prove che spiegassero cosa le fosse successo. Infine il marito e la madre furono entrambi arrestati per il possibile omicidio di Anjuman.
Le Nazioni Unite condannarono l'omicidio subito dopo. Il loro portavoce, Adrian Edwards, affermò: "La morte di Nadia Anjuman, come riportato, è stata davvero tragica, e una grande perdita per l'Afghanistan... Deve essere indagato chiunque sia ritenuto responsabile e deve essere processato in un tribunale adeguato."
Neia fu condannato e incarcerato per aver ucciso Anjuman. Gli anziani tribali di Herat iniziarono a fare pressioni sul padre malato di Anjuman per perdonare Neia per la sua morte, al fine di abbreviare la pena detentiva di Neia. Con la promessa che Neia sarebbe rimasto in prigione per cinque anni, il padre di Anjuman cedette; la morte di Anjuman fu ufficialmente considerata un suicidio dai tribunali afgani, e Neia fu rilasciato solo un mese dopo. Il padre di Anjuman, secondo il fratello di Anjuman, morì poco dopo dallo shock.
Anjuman è sopravvissuta fino ai primi sei mesi di vita del figlio, che ora è sotto la custodia di Neia.

## Edizioni delle opere
Sia Gole Doudi che Yek Sabad Delhoreh furono pubblicati per la prima volta in Afghanistan. Gole Doudi è stato ristampato in Afghanistan tre volte e ha venduto oltre 3.000 copie.

### Traduzioni in lingua italiana
Cristina Contilli, Ines Scarpolo e M. Badihian Amir hanno tradotto in italiano l'opera di Anjuman in un volume intitolato Elegia per Nadia Anjuman, pubblicato nel 2006.